# 布里安娜·斯塔布斯
布里安娜·斯塔布斯（1991年7月13日—），英国女子赛艇运动员。她曾代表英国参加世界赛艇锦标赛，获得一枚金牌和一枚银牌，均来自女子轻量级四人双桨项目。